# Flin & Flo
Flin & Flo is een Belgische kinderserie van de zender Studio 100 TV die op 28 september 2015 van start ging.

## Personages
- Flin: Een speels draakje met een hart van goud, maar hij kan ook heel ondeugend zijn en haalt graag kattenkwaad uit.
- Flo: Een moedige drakenridder die dol is op avontuur en altijd klaarstaat om Flin te helpen.

## Rolverdeling
| Personage | Acteur/actrice    |
| --------- | ----------------- |
| Flin      | Kobe Van Herwegen |
| Flo       | Soy Kroon         |

## Afleveringen

### Seizoen 1
| Nr. | Titel                                | Originele uitzenddatum |
| --- | ------------------------------------ | ---------------------- |
| 1   | De Modderige Modderdraak             | 28 september 2015      |
| 2   | Draak Fortus                         | 29 september 2015      |
| 3   | Dormir, de Draak Die Nooit Sliep     | 30 september 2015      |
| 4   | Toy, de Ballondraak                  | 1 oktober 2015         |
| 5   | Ignum, de Vuurdraak                  | 2 oktober 2015         |
| 6   | Draak Tartaros                       | 5 oktober 2015         |
| 7   | Schemer, de Onzichtbare Draak        | 6 oktober 2015         |
| 8   | Glukos, de Suikerdraak               | 7 oktober 2015         |
| 9   | Draak Fulmo                          | 8 oktober 2015         |
| 10  | Draak Smoezel                        | 9 oktober 2015         |
| 11  | Slurk en Snork, de Tweekoppige Draak | 12 oktober 2015        |
| 12  | Orelius, de Kabaaldraak              | 13 oktober 2015        |
| 13  | Bolder, de Ongeduldige               | 14 oktober 2015        |
| 14  | Morfos, de Gedaanteverwisselaar      | 15 oktober 2015        |
| 15  | De gigantische Kolos                 | 16 oktober 2015        |
| 16  | Stygg, de Nachtmerriedraak           | 19 oktober 2015        |
| 17  | Prikk, de Egeldraak                  | 20 oktober 2015        |
| 18  | De Schreeuw van Vali                 | 21 oktober 2015        |
| 19  | Okta, de Octopusdraak                | 22 oktober 2015        |
| 20  | Sahari, de Zanddraak                 | 23 oktober 2015        |
| 21  | Fries, de IJsdraak                   | 26 oktober 2015        |
| 22  | Storm, de Onweersdraak               | 27 oktober 2015        |
| 23  | Schrok, de Hongerige Draak           | 28 oktober 2015        |
| 24  | Schim, de Schaduwdraak               | 29 oktober 2015        |
| 25  | Chroma, de Kameleondraak             | 30 oktober 2015        |

### Seizoen 2
| Nr. | Titel                                  | Originele uitzenddatum |
| --- | -------------------------------------- | ---------------------- |
| 1   | Tikkel, de kieteldraak                 | 22 februari 2016       |
| 2   | Ochos, de draak die alles zag          | 23 februari 2016       |
| 3   | Homer, de hamerdraak                   | 24 februari 2016       |
| 4   | Krokos, de krokodildraak               | 25 februari 2016       |
| 5   | Kronos, de draak met de klok           | 26 februari 2016       |
| 6   | De kabouterdraakjes                    | 29 februari 2016       |
| 7   | Zarka, de eksterdraak                  | 1 maart 2016           |
| 8   | Speculo, de draak in het spiegelpaleis | 2 maart 2016           |
| 9   | Brock, de Steendraak                   | 3 maart 2016           |
| 10  | Wriemel, de Wormdraak                  | 4 maart 2016           |
| 11  | Blud, de Vampierdraak                  | 7 maart 2016           |
| 12  | Talpa, de Moldraak                     | 8 maart 2016           |
| 13  | Kaakh, de Haaidraak                    | 9 maart 2016           |
| 14  | Mysteron, de Motdraak                  | 10 maart 2016          |
| 15  | Volkan, de Wereldvernietigaar          | 11 maart 2016          |
| 16  | Spina, de Doorndraak                   | 14 maart 2016          |
| 17  | Orinoco, de Piranhadraak               | 15 maart 2016          |
| 18  | Blob, de Blubberdraak                  | 16 maart 2016          |
| 19  | Pilos, de Kleidraak                    | 17 maart 2016          |
| 20  | Kangu, de Kangoeroedraak               | 18 maart 2016          |
| 21  | Bast, de Boomdraak                     | 21 maart 2016          |
| 22  | Wasp, de Wespdraak                     | 22 maart 2016          |
| 23  | Tutahn-dragon, de Mummiedraak          | 23 maart 2016          |
| 24  | Hydro, de Waterdraak                   | 24 maart 2016          |
| 25  | Skulptur, de Standbeelddraak           | 25 maart 2016          |

### Seizoen 3
| Nr. | Titel                               | Originele uitzenddatum |
| --- | ----------------------------------- | ---------------------- |
| 1   | Astro, de Komeetdraak               | 4 februari 2017        |
| 2   | Lupos, de Weerwolfdraak             | 5 februari 2017        |
| 3   | Taco, de Mexicaanse Draak           | 6 februari 2017        |
| 4   | Carnis, de Vleesetende Plantendraak | 7 februari 2017        |
| 5   | Leo, de Leeuwdraak                  | 8 februari 2017        |
| 6   | Ya Ki-Chan, de Chinese Draak        | 9 februari 2017        |
| 7   | Baldus, de Haardraak                | 10 februari 2017       |
| 8   | Sportivus, de Sportdraak            | 11 februari 2017       |
| 9   | Fantoom, de Spookdraak              | 12 februari 2017       |
| 10  | Tartula, de Spindraak               | 13 februari 2017       |
| 11  | Sirena, de Lokdraak                 | 14 februari 2017       |
| 12  | Skull, de Skeletdraak               | 15 februari 2017       |
| 13  | Tempest, de Klimaatdraak            | 16 februari 2017       |
| 14  | Snarf, de Snotdraak                 | 17 februari 2017       |
| 15  | Mowhaka, de Totempaaldraak          | 18 februari 2017       |